# Дуплекс (паровоз)

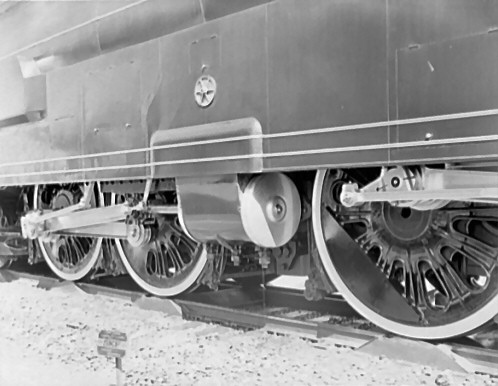
Вид на правый цилиндр задней машины паровоза S1. Обращает внимание, что при мощности 7200 л.с. данный локомотив имеет относительно небольшие цилиндры.

Дуплекс-паровоз или просто дуплекс — паровоз с двумя паровозными машинами, расположенными в одной жёсткой раме. Данное определение сформировалось в 1930-е годы в США, однако первые паровозы такой схемы впервые появились в Европе в 19-м веке. Дуплекс-паровозы не получили распространения, в том числе в самих США их было выпущено менее сотни штук. Однако в истории мирового паровозостроения именно паровозы системы «дуплекс» являются одними из самых больших, мощных и быстрых.
Ранее термином «дуплекс» называли сочленённые паровозы; сочленённые компаунд-паровозы при этом назывались дуплекс-компаундами.

## Предпосылки к появлению
Классическая двухцилиндровая паровозная машина вследствие инерционных сил создаёт значительные колебания в вертикальной и горизонтальной плоскостях, причём эти колебания усиливаются при увеличении скорости движения и массы частей механизма. Для уравновешивания этих инерционных сил конструкторы в основном прибегают к использованию противовесов, однако противовесы не могут полностью уравновесить колебания и к тому же они эффективны лишь в узком диапазоне скоростей. В свою очередь замена двухцилиндровой машины четырёхцилиндровой аналогичной мощности позволяет значительно снизить влияние сил инерции, ведь масса каждого компонента у такой машины гораздо меньше; к тому же если в каждой паре поршни будут двигаться друг относительно друга под углом 180°, то сумма горизонтальных сил инерции и влияния момента от машины будет равна нулю. Однако применение четырёхцилиндровой машины вынуждает конструкторов разместить два цилиндра внутри, что осложняет доступ к их движущему механизму при ремонте, а также вынуждает использовать коленчатые движущие оси, которые имеют меньший ресурс, по сравнению с обычными; по этой причине четырёхцилиндровые машины не получили особого распространения.
Тогда конструкторы прибегли к нестандартному решению: вместо одной четырёхцилиндровой машины поставить две двухцилиндровые, что позволяет разместить цилиндры и связанные с ними механизмы снаружи.